# Raudel Lazo
Raudel Lazo Blanco (né le 12 avril 1989 à Pinar del Río, Cuba) est un lanceur de relève gaucher des Marlins de Miami de la Ligue majeure de baseball.

## Carrière

### Cuba
À Cuba, Raudel Lazo évolue en 2008 et 2009 pour Pinar del Río en Serie Nacional. Sa fiche comme lanceur est de 10 victoires et 10 défaites, avec 8 sauvetages et une moyenne de points mérités de 3,97 en 118 manches au cours de ces deux saisons, où il est 42 fois lanceur de relève et 8 fois lanceur partant. 

### Défection
Raudel Lazo est le cousin de Pedro Luis Lazo, l'un des plus célèbres lanceurs cubains, détenteur du record de victoires par un lanceur dans la Serie Nacional,, et multiple champion olympique en baseball. Pedro dit s'être fait offrir plus de 30 millions de dollars US pour faire défection de Cuba et joindre une équipe professionnelle aux États-Unis, mais il n'est pas intéressé à quitter l'île. Raudel, en revanche, s'échappe seul de Cuba en 2010, à quelques jours de son 21e anniversaire de naissance. Il gagne le Mexique, où il s'entraîne en attendant d'avoir le droit de travailler sur le territoire américain, ce qu'il obtient en mars 2011. Considérablement moins connu que son frère aîné, il attire éventuellement l'attention des Marlins de Miami de la Ligue majeure de baseball, qui le mettent en novembre 2011 sous contrat pour 60 000 dollars.

### Ligues mineures
Âgé de 23 ans, Lazo impressionne à sa première année en ligues mineures. Avec les Hammerheads de Jupiter, le club-école de niveau A+ des Marlins de Miami, il maintient une moyenne de points mérités de 2,58 en 59 manches et un tiers lancées en 2012, avec 7 victoires, une seule défaite et trois sauvetages. À sa 4e saison dans les mineures, il joue la majorité de la saison 2015 dans le Double-A, chez les Suns de Jacksonville.

### Marlins de Miami
Lazo fait ses débuts dans le baseball majeur avec Miami le 5 septembre 2015 dans un match face aux Mets de New York.